# Кривбасс (хоккейный клуб)
«Кривба́сс» (укр. Кривбас) — украинский клуб хоккея с шайбой из Кривого Рога. Основан в 2016 году.

## История
До 2016 года в Кривом Роге существовала только детская школа хоккея с шайбой. В 2016 году по инициативе предпринимателя Александра Шевченко в городе был основан профессиональный хоккейный клуб. Сам Шевченко возглавил клуб как президент, генеральным директором был назначен Александр Игнатенко, а на пост главного тренера был приглашён специалист Александр Куликов. Им была сформирована команда, и в сезоне 2016/17 «Кривбасс» дебютировал в высшей лиге Украины по хоккею с шайбой.
По итогам дебютного сезона команда заняла 3-е место в чемпионате и вышла в плей-офф, где со счётом в серии 1—4 уступила «Донбассу».

## Достижения
- Украинская хоккейная лига:
  - Бронзовый призёр (1)  : 2017